# 519 (tal)
519 är det naturliga heltal som följer 518 och följs av 520.

## Matematiska egenskaper
- 519 är ett udda tal.
- 519 är ett sammansatt tal.
- 519 är ett semiprimtal[1].
- 519 är ett defekt tal.
- 519 är ett lyckotal.

## Inom vetenskapen
- 519 Sylvania, en asteroid.